# Pin pitic

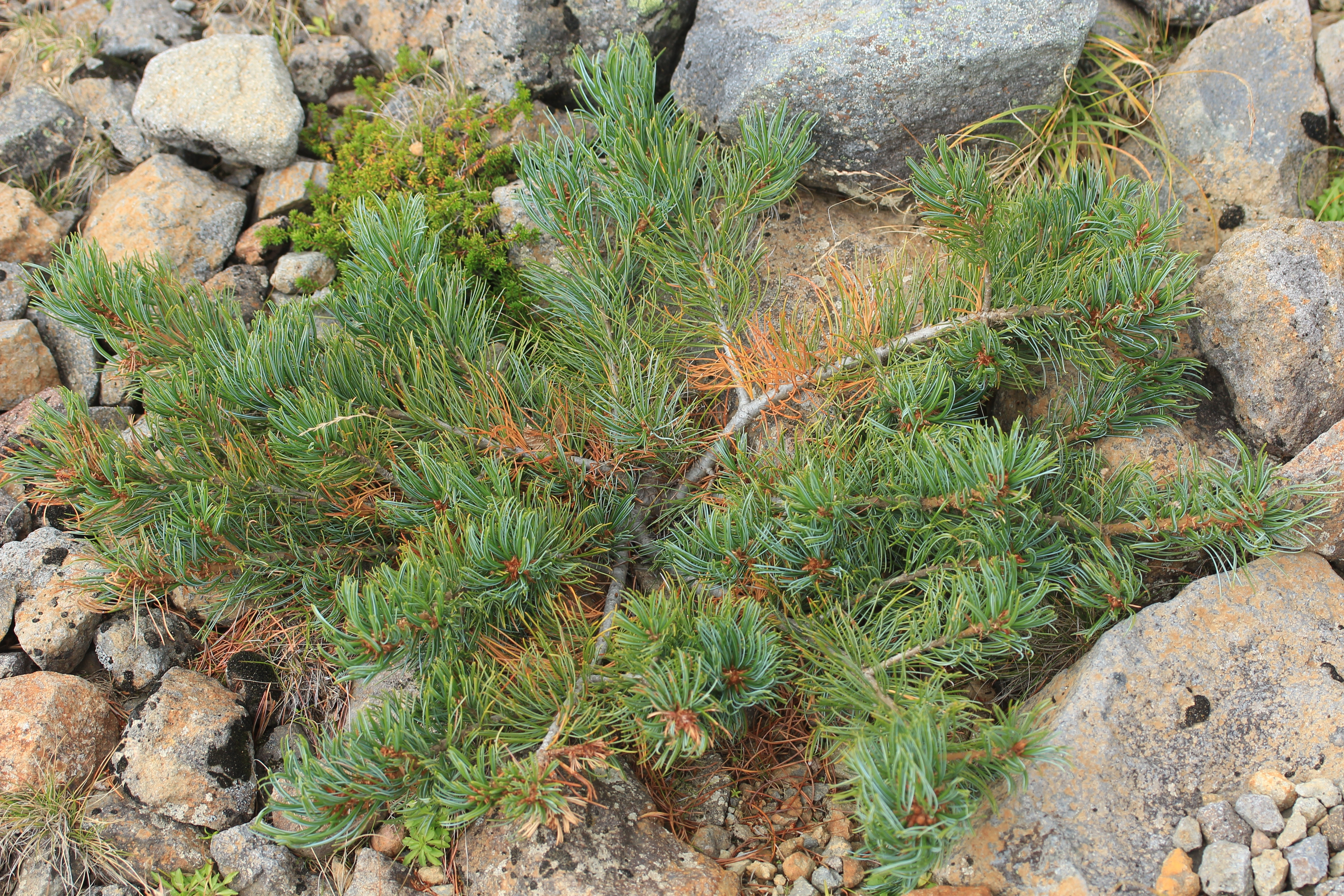

Pinul pitic siberian sau pinul pitic (Pinus pumila Pall.), este unul din cele mai mici conifere din Asia și din lume. 

## Descriere
Pinul pitic atinge 1 - 1,5 m înălțime și 20 - 30 cm diametru. Frunzele sunt aciforme, cu o lungime de 7 cm, grupate câte 5. Conurile sunt până la 5 cm lungime. 